# Rhiannon Jeffrey
Rhiannon Jeffrey (Delray Beach, Estados Unidos, 25 de octubre de 1986) es una nadadora estadounidense retirada especializada en pruebas de estilo libre, donde consiguió ser campeona mundial en 2003 en los 4x100 metros estilo libre.

## Carrera deportiva
En el Campeonato Mundial de Natación de 2003 celebrado en Barcelona ganó la medalla de oro en los relevos de 4x100 metros estilo libre, con un tiempo de 3:38.09 segundos, por delante de Alemania y Australia; y también ganó el oro en los relevos de 4x200 metros estilo libre, con un tiempo de 7:55.70 segundos, esta vez por delante de Australia (plata) y China (bronce).
Ganó la medalla de oro en los Juegos Olímpicos de Atenas 2004 en la prueba de 4x200 metros libres tras nadar las series eliminatorias.

## Palmarés internacional
| Juegos Olímpicos               | Juegos Olímpicos   | Juegos Olímpicos | Juegos Olímpicos |
| Año                            | Lugar              | Medalla          | Prueba           |
| ------------------------------ | ------------------ | ---------------- | ---------------- |
| 2004                           | Atenas (Grecia)    | Medalla de oro   | 4x200 m libres   |
| Campeonato Mundial de Natación |                    |                  |                  |
| 2003                           | Barcelona (España) | Medalla de oro   | 4x100 m libres   |
| 2003                           | Barcelona (España) | Medalla de oro   | 4x200 m libres   |